# Sierpc
Sierpc – miasto w Polsce położone w województwie mazowieckim, nad rzeką Sierpienicą przy jej ujściu do Skrwy, około 40 km na północ od Płocka. Siedziba władz powiatu sierpeckiego.
W latach 1975–1998 miasto administracyjnie należało do województwa płockiego.
Założone w 1322 roku jako miasto duchowne w powiecie sierpeckim województwa płockiego, prawa miejskie potwierdzone w 1389 roku, gdy Sierpc stał się własnością prywatną.
Według danych GUS z 1 stycznia 2024 r. miasto liczyło 16 941 mieszkańców, będąc 33. najludniejszym miastem w województwie.

## Warunki naturalne
Miasto Sierpc leży na Wysoczyźnie Płońskiej. Według danych z roku 2002 Sierpc ma obszar 18,6 km², w tym:
- użytki rolne: 68%
- użytki leśne: 3%

Miasto stanowi 2,18% powierzchni powiatu.

## Demografia
Według danych Urzędu Miasta z 31 grudnia 2018 r. miasto miało 17962 mieszkańców.

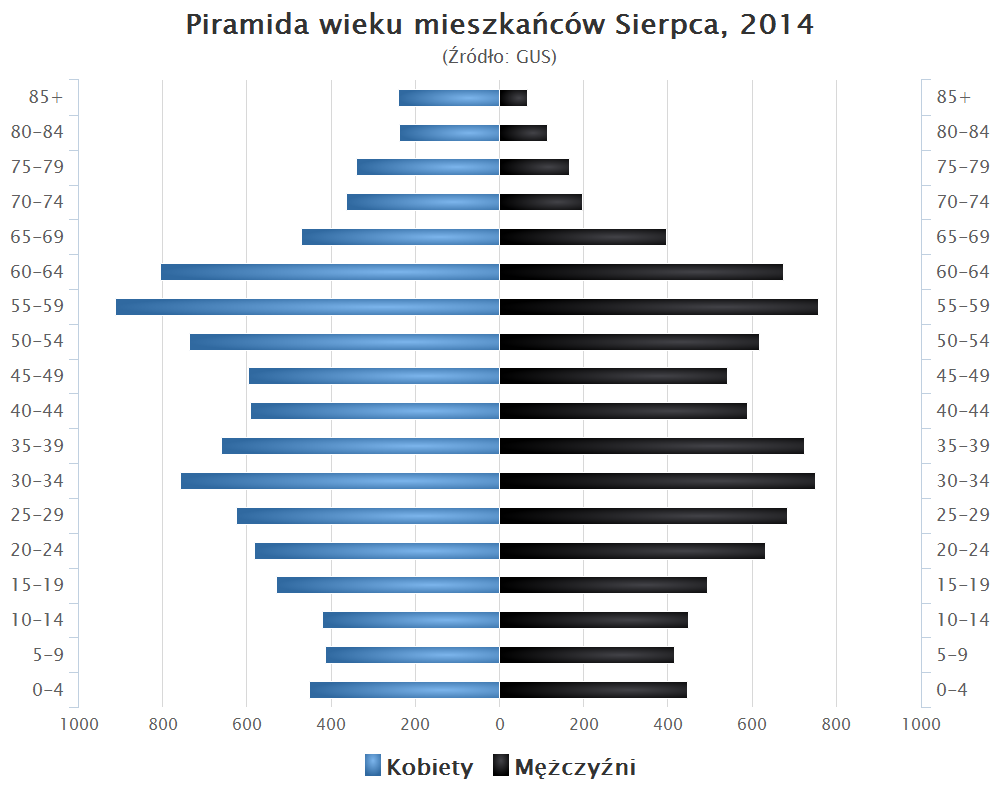
Piramida wieku mieszkańców Sierpca w 2014 roku

Dane z 31 grudnia 2018:
| Opis                              | Ogółem | Ogółem | Kobiety | Kobiety | Mężczyźni | Mężczyźni |
| --------------------------------- | ------ | ------ | ------- | ------- | --------- | --------- |
| jednostka                         | osób   | %      | osób    | %       | osób      | %         |
| populacja                         | 17 962 | 100    | 9 529   | 53,05   | 8 433     | 46,95     |
| gęstość zaludnienia (mieszk./km²) | 965,7  | 965,7  | 512,31  | 512,31  | 453,39    | 453,39    |

## Nazwa
Miejscowość ma metrykę średniowieczną i jest notowana od XII wieku. Nazwę w formie Seprch notuje falsyfikat mogileński, dokument datowany na 1065, który został podrobiony prawdopodobnie w XII wieku. Do XVI wieku nazwa miejscowości brzmiała Sierpcz. W 1322 zanotowana w formie Seprcz, w 1383 de Seprcze.
Nazwa pochodzi od nazwy osobowej Sierpek z dodaniem przyrostka dzierżawczego *-jь. Wywodzi się od słowiańskiego imienia złożonego Siepraw lub Wszepraw oznaczającego „ten, który będzie prawy” lub ten, który jest zawsze prawy. W wyniku procesów lingwistycznych nazwa miasta upodobniła się do nazwy narzędzia rolniczego sierpa.

## Historia

### Średniowiecze wczesne
Ukształtowanie terenu, na którym położone jest miasto, nasuwa przypuszczenie, że dawno temu rozciągało się tu jezioro. Już jednak na rok 400 p.n.e. datowane są pozostałości osad ludzkich na tym terenie. Genezą założenia miasta było prawdopodobnie miejsce noclegu podróżnych przemierzających gęste bory szlakiem bursztynowym z Pomorza na południe. Już w X w. Sierpc był znaczącym grodem – istnieją wzmianki mówiące o erygowanej w 1003 r. parafii i budowie kościoła w miejscu pogańskiej świątyni. W XII w. raz na tydzień odbywały się tu targi. Ponadto rozwijało się rzemiosło. Prawdopodobnie już wtedy istniała kasztelania sierpecka.

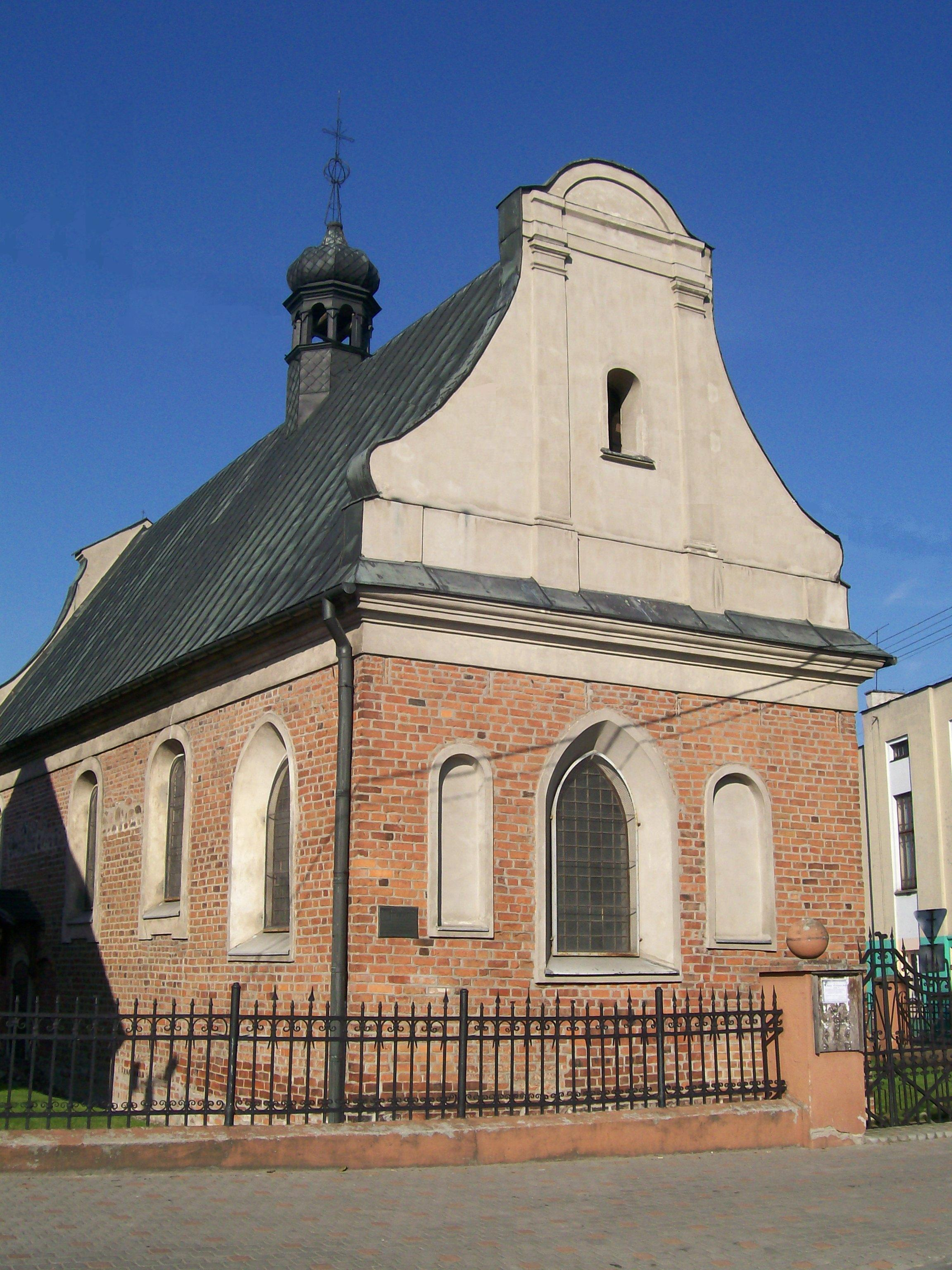
Kościół Świętego Ducha

### Średniowiecze późne
W roku 1322 książę Wacław dokonuje z biskupem płockim zamiany pewnych wsi i gruntów w celu rozbudowy Płocka, oddając mu w zamian między innymi wieś Sierpc z prawem zbudowania w Sierpcu zamku i lokowania miasta na prawie średzkim. W 1356 roku, po pożarze, król Polski Kazimierz III nadaje Sierpcowi prawo magdeburskie.
Od tego czasu zaznacza się rozwój miasta Sierpca dzięki ożywionemu handlowi. W roku 1495 księstwo płockie, w którego granicach znajdował się Sierpc, zostało przyłączone do Korony Królestwa Polskiego. W XV i XVI wieku niezwykle rozwinęło się sukiennictwo. O bogactwie miasta świadczy fakt, że istniały w nim wówczas 4 kościoły.

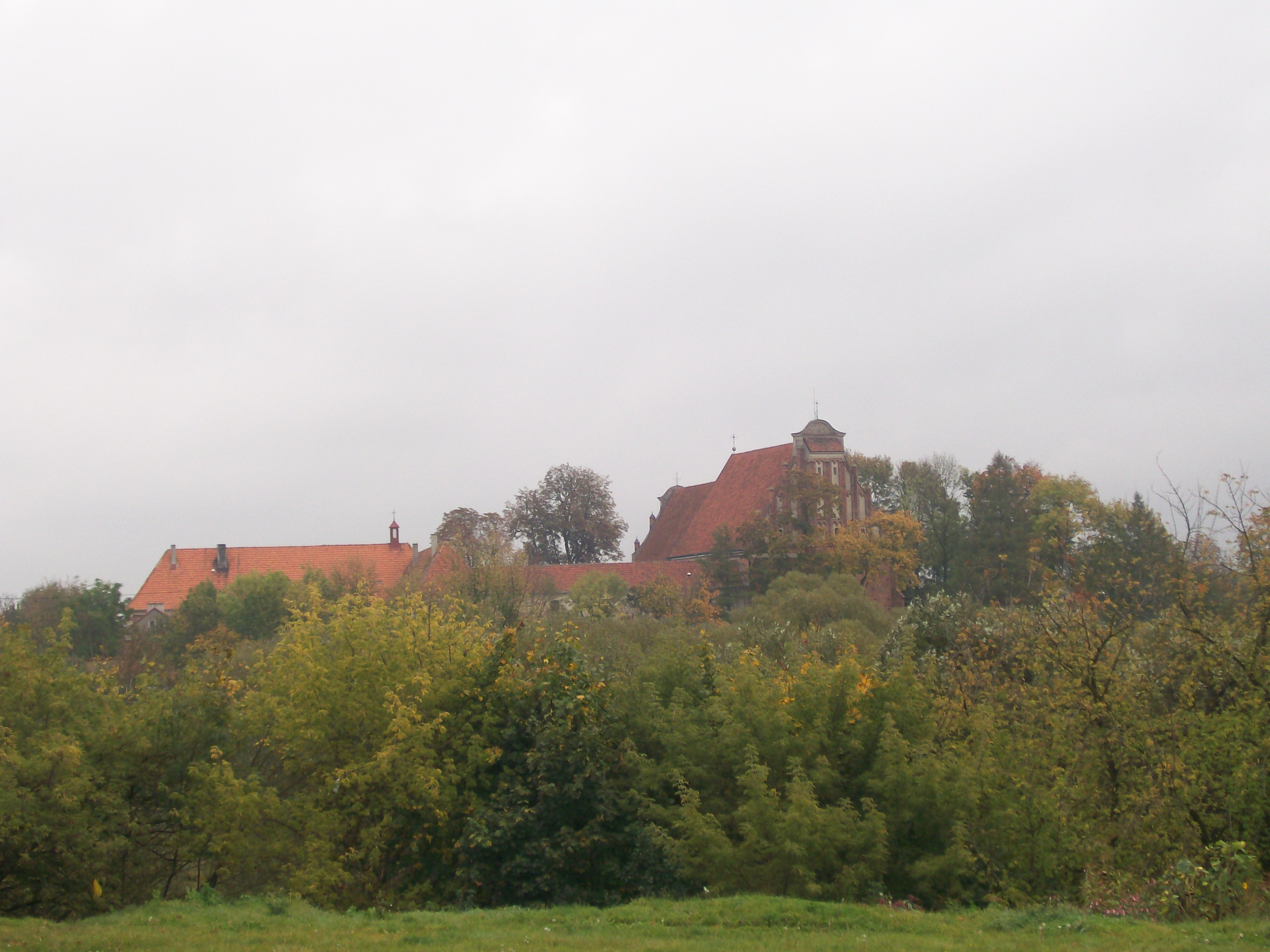
Kościół i Klasztor sióstr Benedyktynek

### Nowożytność iXIX w.
W latach 1530, 1630 i 1794 miały miejsce wielkie pożary miasta. Poważne zniszczenia miały także miejsce podczas potopu szwedzkiego. Po rozbiorze polskiego państwa monarchicznego Sierpc na wiele lat stał się częścią Cesarstwa Rosyjskiego, wchodził w skład województwa płockiego i guberni płockiej. W okolicy Sierpca toczyły się walki powstańcze. 28 września 1831 roku, w czasie powstania listopadowego pod Sierpcem miała miejsce potyczka polskiego pułku z cesarską konnicą, gdzie mężnie walczyła Barbara Bronisława Czarnowska. Podczas powstania styczniowego 1863 roku było kilka potyczek powstańczych w ujezdzie sierpeckim.
Ponowny rozwój miasta zaznaczył się od II połowy XIX w. Około połowy mieszkańców miasta stanowiła szybko zwiększająca swoją liczebność ludność żydowska. W okresie pozaborowym zaznaczył się również napływ ludności rosyjskiej. Nadal kontynuowane były tradycje targowo-handlowe. Nastąpił rozwój przemysłu piwowarskiego, spożywczego (np. fabryki octu) i materiałów budowlanych (cegielnie).

### 1. poł. XX wieku
Kolejne zniszczenia przynoszą walki rosyjsko-niemieckie w czasie I wojny światowej. W czasie wojny polsko-bolszewickiej miasto było zajęte przez R. Ch. Armię Czerwoną. W okresie międzywojennym XX w. zaznacza się w Sierpcu szczególny rozwój spółdzielczości. W 1924 r. do Sierpca dotarła kolej normalnotorowa. Obecnie Sierpc jest czterokierunkowym węzłem kolejowym (linie do Nasielska, Torunia, Płocka i Brodnicy), jednak ruch pasażerski jest znikomy. Sierpc był również jednym z ostatnich węzłów obsługiwanych przez parowozy (aż do początku lat 90 XX wieku).

### II wojna światowa
W latach okupacji niemieckiej w Polsce (1939–1945), w Sierpcu dokonano kilka mordów i zbiorowych egzekucji. W czerwcu 1940 Niemcy w pobliżu miejscowego zakładu karnego dokonali masowego rozstrzelania 180 więźniów oraz w ramach Akcji T4 20 umysłowo chorych. Mieszkańców pochodzenia żydowskiego deportowano do getta w Legionowie. W połowie września 1942 do więzienia w Sierpcu przywieziono 152 osoby (polskich uczniów i nauczycieli z Bydgoszczy), po kilku dniach zamordowano ich w masowej egzekucji. Łącznie w sierpeckim więzieniu zginęło w latach 1939–1945 ok. 400 osób.
W latach 1939–1942, w siedzibie Gestapo w Sierpcu (dom Wenderlichów przy obecnej ulicy Jana Pawła II 5), torturowano i rozstrzeliwano przywożonych na przesłuchania – zastrzelono ok. 300 osób (wielu strzałem w tył głowy). W latach 1941–1944 funkcjonowały w Sierpcu i okolicach także karne obozy pracy (na przykład w miejscowości Mieszczk).
Administracyjnie Sierpc został włączony do rejencji ciechanowskiej w Prowincji Prusy Wschodnie. Nazwę miasta zniemczono jako Stadt Sichelberg i został stolicą powiatu ziemskiego o nazwie: Landkreis Sichelberg.

### OkresPolski Ludowej
Na podstawie dekretu PKWN z 31 sierpnia 1944 roku zostały utworzone miejsca odosobnienia, więzienia i ośrodki pracy przymusowej dla „hitlerowskich zbrodniarzy oraz zdrajców narodu polskiego”. Ministerstwo Bezpieczeństwa Publicznego utworzyło w Sierpcu Obóz pracy nr 167.
Do 1954 roku Sierpc był siedzibą wiejskiej gminy Borkowo.
Miasto do lat 70 XX w. leżało w ciągu drogi państwowej nr 19, następnie do grudnia 1985 roku krzyżowała się w nim droga międzynarodowa T81 i państwowa nr 109.

### Rzeczpospolita Polska

Herb powiatu sierpeckiego

Zmiany ustrojowe w kraju miały oczywiście również swe odzwierciedlenie w zmianach zachodzących w Sierpcu. Od 1 czerwca 1990 r. władza lokalna w mieście i gminach powróciła w ręce samorządów lokalnych. 1 września tegoż roku, zarządzeniem Wojewody Płockiego, powołano Urząd Rejonowy, będący terenową ekspozyturą rządowej administracji ogólnej. Rejon obejmował Miasto Sierpc i 6 gmin wiejskich. W 1990 roku zdemontowano pomnik bolszewika Juliana Marchlewskiego, który stał w parku przy ul. Juliana Marchlewskiego (obecna ul. Jana Pawła II). Na jego miejscu, w 1993 roku ustawiono Pomnik Ofiar Katyńskich, poświęcony mieszkańcom Sierpca zamordowanym w obozach w Starobielsku, Ostaszkowie i Kozielsku. Ponadto zmieniono wiele nazw ulic, kojarzonych z panującym dotychczas systemem politycznym.
1 stycznia 1999 r. Sierpc czwarty raz w historii stał się miastem powiatowym. Powiat sierpecki obejmuje Miasto Sierpc oraz 6 gmin wiejskich: Gozdowo, Mochowo, Sierpc, Rościszewo, Szczutowo i Zawidz. 26 czerwca 2000 r. Rada Powiatu Sierpeckiego zatwierdziła nowy Herb powiatu sierpeckiego.

## Architektura

### Zabytki i atrakcje turystyczne

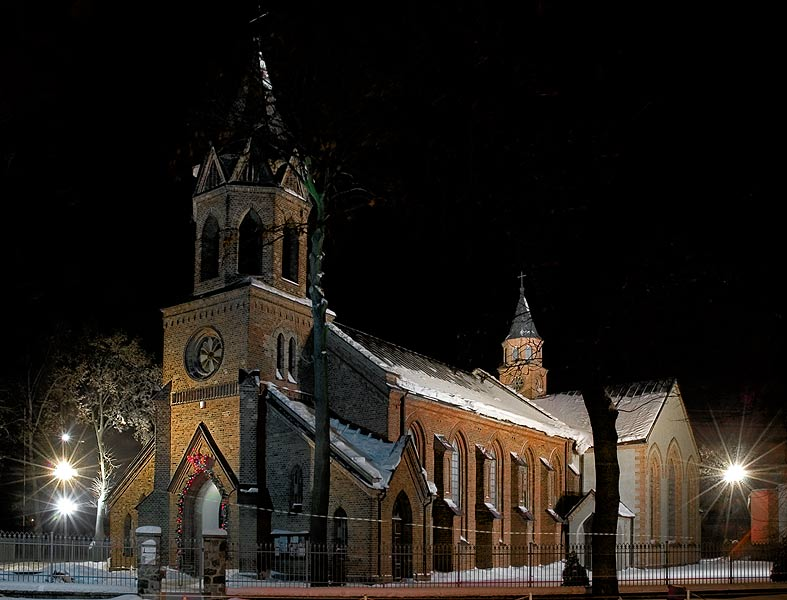
Kościół szkolny

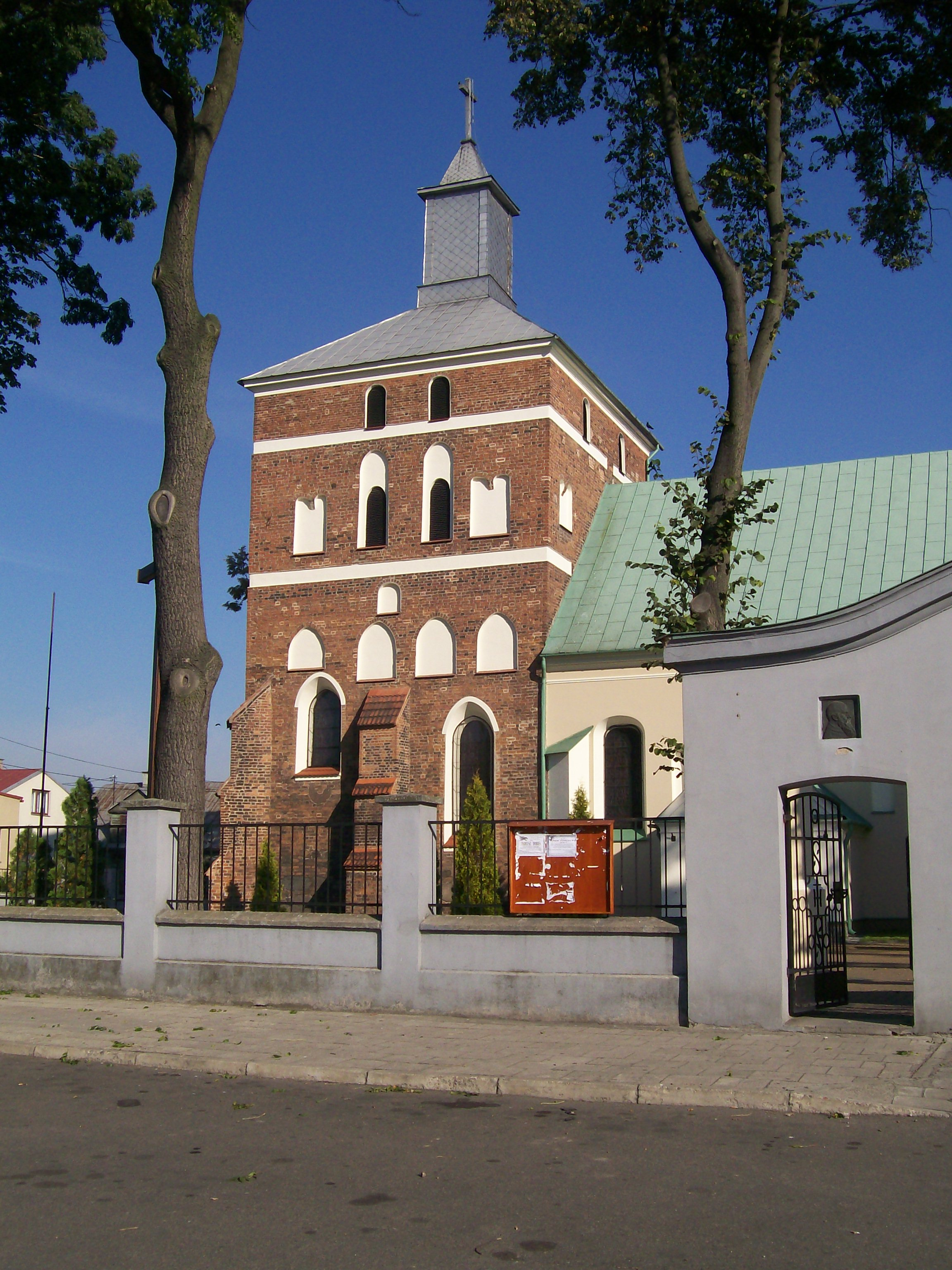
Kościół Farny

- gotycki kościół pw. świętych Wita, Modesta i Krescencji, farny, z XIV lub XV w., wnętrze barokowe, ołtarz z elementami rokokowymi, w murach kościoła zachowały się fragmenty wcześniejszej romańskiej świątyni, według miejscowego podania wybudowanej na ruinach świątyni pogańskiej
- gotycki kościół pw. Ducha Świętego z końca XV w., wewnątrz późnogotycka polichromia z lat 1519–1529
- zespół klasztorny na wzgórzu zwanym dawniej Loret:
  - gotycki kościół pw. Wniebowzięcia Najświętszej Marii Panny z XVI w., wewnątrz gotycka rzeźba Matki Bożej z Dzieciątkiem z XIV w. w neoromańskim ołtarzu głównym
  - barokowy klasztor benedyktynek z pocz. XVIII w., murowany, z cegły, z kaplicą i barokowym wnętrzem
  - barokowa dzwonnica murowana z końca XVIII w.
- poewangelicki kościół pw. św. Stanisława Kostki, z 1913 roku, zwany potocznie kościołem szkolnym, wybudowany w stylu neogotyckim, obecnie znacznie przebudowany
- drewniany kościół pw. Najświętszego Serca Pana Jezusa z 1744, przeniesiony ze wsi Drążdżewo do skansenu w Sierpcu w 2007 r.
- ruiny kościoła pw. św. Krzyża z XIV w.
- cmentarz żydowski
- klasycystyczny ratusz z 1841 r., obecnie siedziba Muzeum Wsi Mazowieckiej
- drewniany dom Kasztelanka z przełomu XVII i XVIII w. z charakterystycznym łamanym dachem
- cerkiew z końca XIX w., obecnie pozbawiona kopuł i znacznie przebudowana, pełni funkcję siedziby sądu
- Muzeum Wsi Mazowieckiej – skansen na obrzeżach miasta
- murowane jatki miejskie z przełomu XIX i XX w.
- drewniana zabudowa najstarszej części miasta
- cmentarz parafialny z zabytkowymi XIX-wiecznymi nagrobkami – m.in. Ludwika Bytnera (zm. 1848), Wojciecha Chrzanowskiego (zm. 1848) i wielu innych

## Kultura i rozrywka

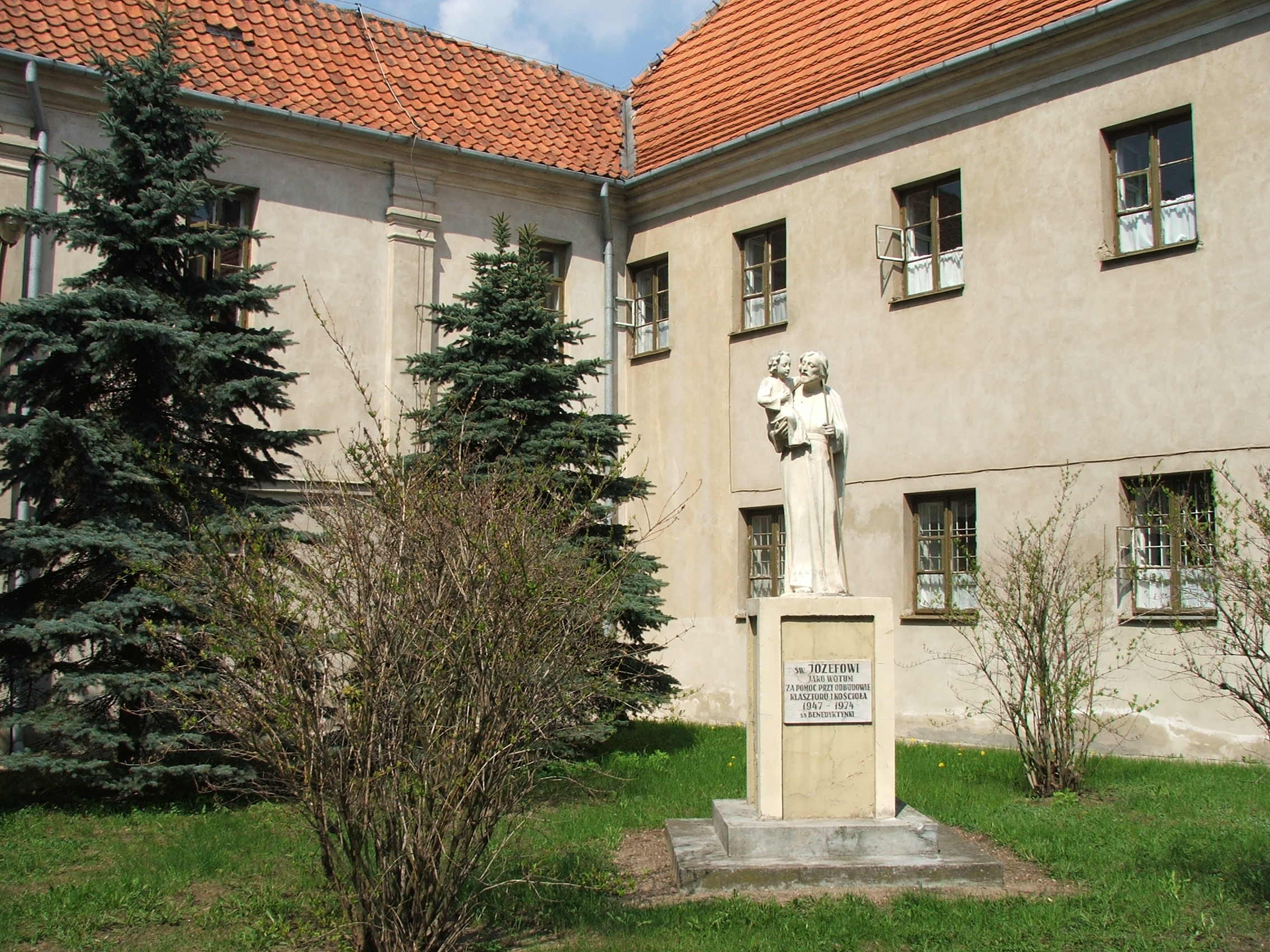
Dziedziniec Klasztoru sióstr Benedyktynek

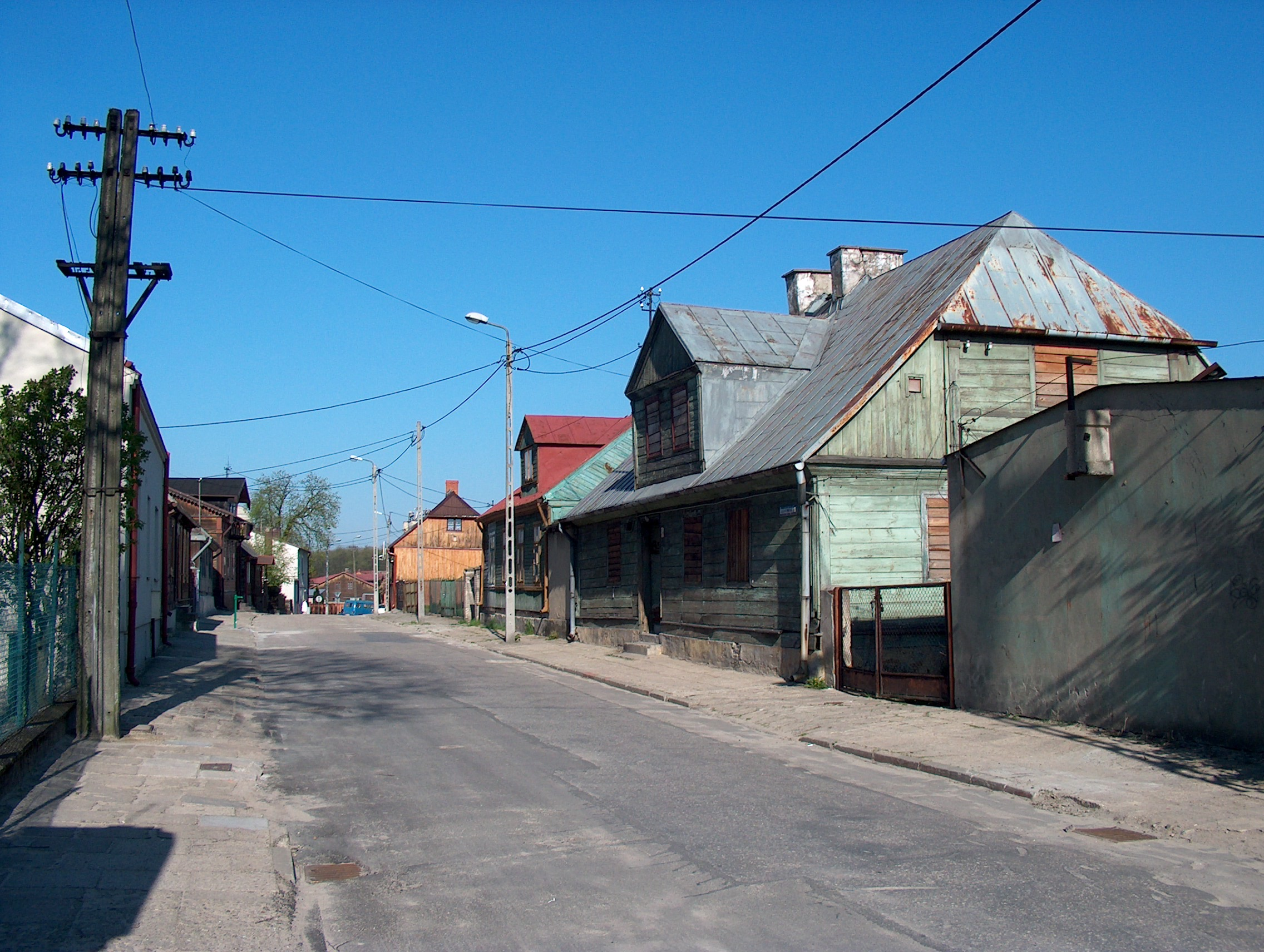
Uliczka w mieście – stara część miasta

Wiosną 2008 r. w Sierpcu wykonano zdjęcia do filmu Generał Nil. Sierpc odgrywał wyzwalany w styczniu 1945 r. Milanówek, a dworzec kolejowy – dworzec w Białej Podlaskiej, na który przybył w 1947 r. transport byłych więźniów syberyjskich łagrów.

### Placówki kulturalne
- Centrum Kultury i Sztuki im. Marszałka Józefa Piłsudskiego (przed przebudową zwane Domem Kultury) – założone w 1938 roku
- Miejska Biblioteka Publiczna – istniejąca od 1945 roku
- Pracownia Dokumentacji Dziejów Miasta – powołana w 2007 roku

### Kina
- Jutrzenka – powstałe w 1935 roku (wówczas jeszcze bez obecnej nazwy) wraz z wybudowaniem i oddaniem do użytku Domu Katolickiego, w którym znajdowała się obszerna sala widowiskowa, gdzie wyświetlano czasami także filmy; ukształtowane w pełni jednak dopiero w trakcie okupacji hitlerowskiej – po gruntownej przebudowie pomieszczeń w tymże budynku; działało również po wojnie w tym samym miejscu z obecną nazwą do marca 1990 roku, ponownie reaktywowane pod tą samą nazwą 28 marca 2008 roku – początkowo w ramach działalności Domu Kultury, we współpracy z warszawską firmą Kaktoos, będąc otwartym w piątki i soboty oraz oferując łącznie trzy seanse na dzień; od 27 kwietnia 2012 roku, po trwającej blisko 2 lata i 6 miesięcy przerwy związanej z opóźnioną o pół roku modernizacją i rozbudową Domu Kultury, funkcjonuje w ramach nowo powstałego Centrum Kultury i Sztuki im. Marszałka Józefa Piłsudskiego i jest ulokowane w jego nowo oddanej do użytku sali widowiskowo-kinowej; kino to jest w stanie pomieścić 300 osób w trakcie jednego seansu oraz wyświetlać zarówno filmy tradycyjne (2D), jak i trójwymiarowe (3D)

### Muzea
- skansen – Muzeum Wsi Mazowieckiej
- ratusz – ekspozycje czasowe z Muzeum Wsi Mazowieckiej

### Media lokalne

#### Prasa
- „Ekstra Sierpc” – tygodnik bezpłatny
- „Tygodnik Płocki” – tygodnik
- „Sierpeckie Rozmaitości” – kwartalnik (wydawanie zawieszone)
- „Nasz Sierpc” – kwartalnik (bezpłatny biuletyn Urzędu Miasta)

#### Media elektroniczne
- sierpc.com.pl – prywatna strona o mieście
- ekstrasierpc.pl – portal informacyjny

## Wspólnoty wyznaniowe
Sierpc jest siedzibą, powstałego w 1506 roku dekanatu sierpeckiego, w którego skład wchodzą wszystkie rzymskokatolickie parafie mające swe siedziby w Sierpcu. Ponadto Sierpc zamieszkuje grupa członków Kościołów o charakterze protestanckim oraz zbór Świadków Jehowy.

### Kościół katolicki
- parafia św. Benedykta
- parafia św. Maksymiliana Kolbego
- parafia śś. Wita, Modesta i Krescencji

### Zbory protestanckie
- Zbór zielonoświątkowy w Sierpcu
- Zbór kościoła Chrystusowego w Sierpcu

### Świadkowie Jehowy
- zbór Sierpc[18]

### Historyczne
Niegdyś na terenie miasta działały:
- parafia ewangelicko-augsburska (1837–1945)
- żydowska gmina wyznaniowa (do 1939)
- parafia prawosławna (do 1915)

## Cmentarze

### komunalne
- cmentarz komunalny

### rzymskokatolickie
- cmentarz parafialny

### judaistyczne
- cmentarz żydowski w Sierpcu – ul. Jagiełły (lapidarium)

### ewangelickie
- cmentarz ewangelicki przy ul. Benedyktyńskiej (nieistniejący)
- cmentarz ewangelicki przy ul. Kościuszki (nieczynny, zintegrowany z cmentarzem parafialnym)

### prawosławne
- cmentarz prawosławny przy ul. Kościuszki (nieczynny, zintegrowany z cmentarzem parafialnym)

### przykościelne
- cmentarz przykościelny farny (nieistniejący)
- cmentarz przykościelny św. Ducha (nieistniejący)
- cmentarz przykościelny klasztorny (pozostało kilka epitafiów)
- cmentarz przykościelny św. Wawrzyńca (nieistniejący)
- cmentarz przykościelny św. Krzyża (nieistniejący)

### wojenne
- cmentarz wojenny przy ul. Rypińskiej (pochowano uczestników powstania styczniowego i ofiary II wojny światowej)
- kwatera na cmentarzu parafialnym – ofiary mordu w więzieniu sierpeckim z 1945 roku
- kwatera żołnierzy radzieckich na terenie byłego cmentarza ewangelickiego

### choleryczne
- cmentarz przy ul. Sempołowskiej, wokoło ruin kościoła św. Krzyża

## Edukacja
Przedszkola:
- Zespół Miejskich Przedszkoli (dawniej Miejskie Przedszkole nr 1 „Słoneczna Jedynka” i Miejskie Przedszkole nr 4 „Czerwony Kapturek”)[19]
- Miejskie Przedszkole nr 2
- Miejskie Przedszkole nr 3

Szkoły Podstawowe:
- Szkoła Podstawowa nr 2 im. Armii Krajowej
- Szkoła Podstawowa nr 3 im. ks. Jana Twardowskiego
- Prywatna Szkoła Podstawowa

Szkoły średnie:
- Liceum Ogólnokształcące im. mjra Henryka Sucharskiego
- Liceum Ogólnokształcące im. Biskupa Leona Wetmańskiego (Collegium Leonium)
- Zespół Szkół nr 1 im. gen. Jose de San Martin (tzw. „Mechanik”)
- Zespół Szkół nr 2 (tzw. „Ekonomik”)

Uczelnie wyższe:
- wydział zamiejscowy Wyższej Szkoły Społeczno-Ekonomicznej w Warszawie
- wydział zamiejscowy Collegium Varsoviense
- wydział zamiejscowy Wyższej Szkoły Stosunków Międzynarodowych i Amerykanistyki

Inne:
- Specjalny Ośrodek Szkolno-Wychowawczy im. Marii Konopnickiej
- Państwowa Szkoła Muzyczna I stopnia im. Marcina Kamińskiego
- Społeczna Szkoła Muzyczna II stopnia Sierpeckiego Towarzystwa Muzycznego

## Gospodarka

### Przemysł

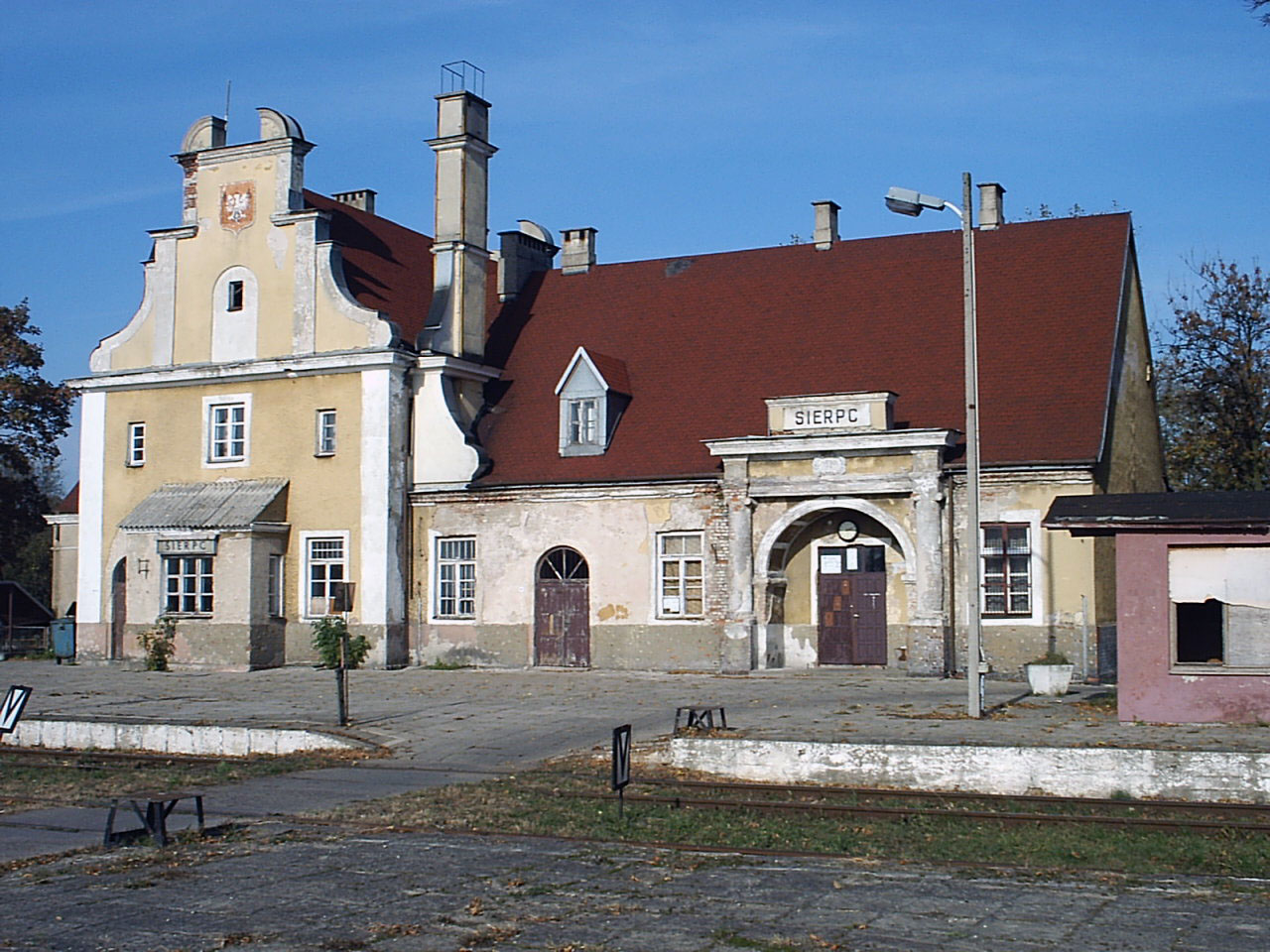
Dworzec kolejowy

Sierpc otoczony jest rolniczymi gminami, charakteryzującymi się czystym środowiskiem naturalnym i wolnymi od zanieczyszczeń produktami rolnymi. W mieście zarejestrowanych jest ponad 1600 podmiotów gospodarczych. Zdecydowaną większość tych podmiotów stanowią jednostki prywatne – zakłady osób fizycznych. Jest tu zdecydowana przewaga sektora handlu i napraw. Kolejnymi, najbardziej aktywnymi sektorami w gospodarce Sierpca jest przemysł, budownictwo i usługi transportowe.
Największe zakłady:

#### Zakłady przetwórcze
- Okręgowa Spółdzielnia Mleczarska
- Zakład Przetwórstwa Mięsa „Olewnik”
- Kasztelan Browar Sierpc
- Cargill (Polska) sp. z o.o., wytwórnia w Sierpcu

#### Zakłady odzieżowe
- Z.P.O. „Marjoss”
- Z.O. „Melton”

#### Zakłady budownictwa i produkcji
- P.U.P. „Budexpol”
- P.H.U. „Budomex”
- Przedsiębiorstwo Budownictwa Wodno – Melioracyjnego „Melbud”
- GMN „Techmet”

- Zakład Produkcji Czekolady i Art. Cukierniczych „Wiepol”
- Miejskie Przedsiębiorstwo Gospodarki Komunalnej „Empegek”
- Wytwórnia Worków Papierowych Kaplarczyk Sp.j.

## Transport

### Kolejowy
W mieście znajduje się stacja kolejowa, przechodzi przez nią linia kolejowa nr 27 Toruń – Nasielsk i linia kolejowa nr 33 Kutno – Brodnica.

### Drogowy
Sierpc jest jednym z ważniejszych węzłów drogowych o charakterze regionalnym i krajowym, usytuowanym przy drodze krajowej nr 10 oraz przy drogach wojewódzkich nr 541 i 560. W przyszłości planowana jest budowa drogi ekspresowej S10 na południu miasta oraz około 3 kilometrowej obwodnicy wschodniej w ciągu drogi wojewódzkiej nr 560, mającej na celu odciążenie ruchu w mieście. Komunikacja autobusowa obsługiwana jest przez PKS w Płocku S.A. (należący do grupy Mobilis sp. z o.o.) i najczęściej, w przypadku wybranych połączeń przelotowych, przez Kujawsko-Pomorski Transport Samochodowy S.A., PPKS Ostróda sp. z o.o., PKS Grudziądz sp. z o.o., PKS Gdańsk sp. z o.o., PKS „Polonus” w Warszawie S.A., Komfort-Bus i przez niektóre spółki PKS należące do grupy Mobilis sp. z o.o. (tj. PKS w Bartoszycach S.A., PKS w Ciechanowie S.A. i PKS w Mławie S.A.) oraz przez lokalnych, indywidualnych, prywatnych przewoźników (Jantar, Janakiewicz oraz pojedynczy, niezależni kierowcy). Komunikacja ta odbywa się przede wszystkim na dworcu PKS zlokalizowanym przy ul. Konstytucji 3 Maja (wszystkie dostępne połączenia) oraz przelotowo na wszystkich przystankach autobusowych w mieście i bezpośrednio pod nim (wybrane połączenia). Funkcjonują tu także połączenia taksówkowe obsługiwane przeważnie przez lokalnych, indywidualnych kierowców działających pod własnym szyldem, realizowane na trzech postojach: na pl. Chopina (obok Targowiska Miejskiego przy ul. Bolesława Prusa), ul. Konstytucji 3 Maja (naprzeciw dworca PKS) i ul. Dworcowej (przy dworcu PKP) bądź telefonicznie u miejscowych przewoźników TAXI. Miasto nie posiada komunikacji miejskiej.

## Sport

### Piłka nożna
W Sierpcu działa klub sportowy MKS Kasztelan Sierpc z sekcją piłki nożnej.

### Piłka ręczna
W Sierpcu działa klub piłki ręcznej pod nazwą MKS Mazur Sierpc.

### Taekwondo olimpijskie
W Sierpcu działa Klub Sportowy Taekyon, którego zawodnicy trenują olimpijską odmianę koreańskiej sztuki walki – taekwondo. W klubie trenuje 5 medalistów Mistrzostw Polski Juniorów.

## Honorowi Obywatele Miasta Sierpca
- papież Jan Paweł II (od 10 listopada 1999 r.)
- dr Norberto Auge – Ambasador Republiki Argentyńskiej w Polsce (od 19 września 2001 r.)
- Ryszard Kaczorowski – ostatni Prezydent RP na uchodźstwie (od 2009 r.)
- Adam Struzik – marszałek województwa mazowieckiego w latach 2001- (od 2010 r.)

## Współpraca międzynarodowa
Miasta i gminy partnerskie:
- Zlaté Moravce
- Kawadarci
- Hulín